# Steven Bochco

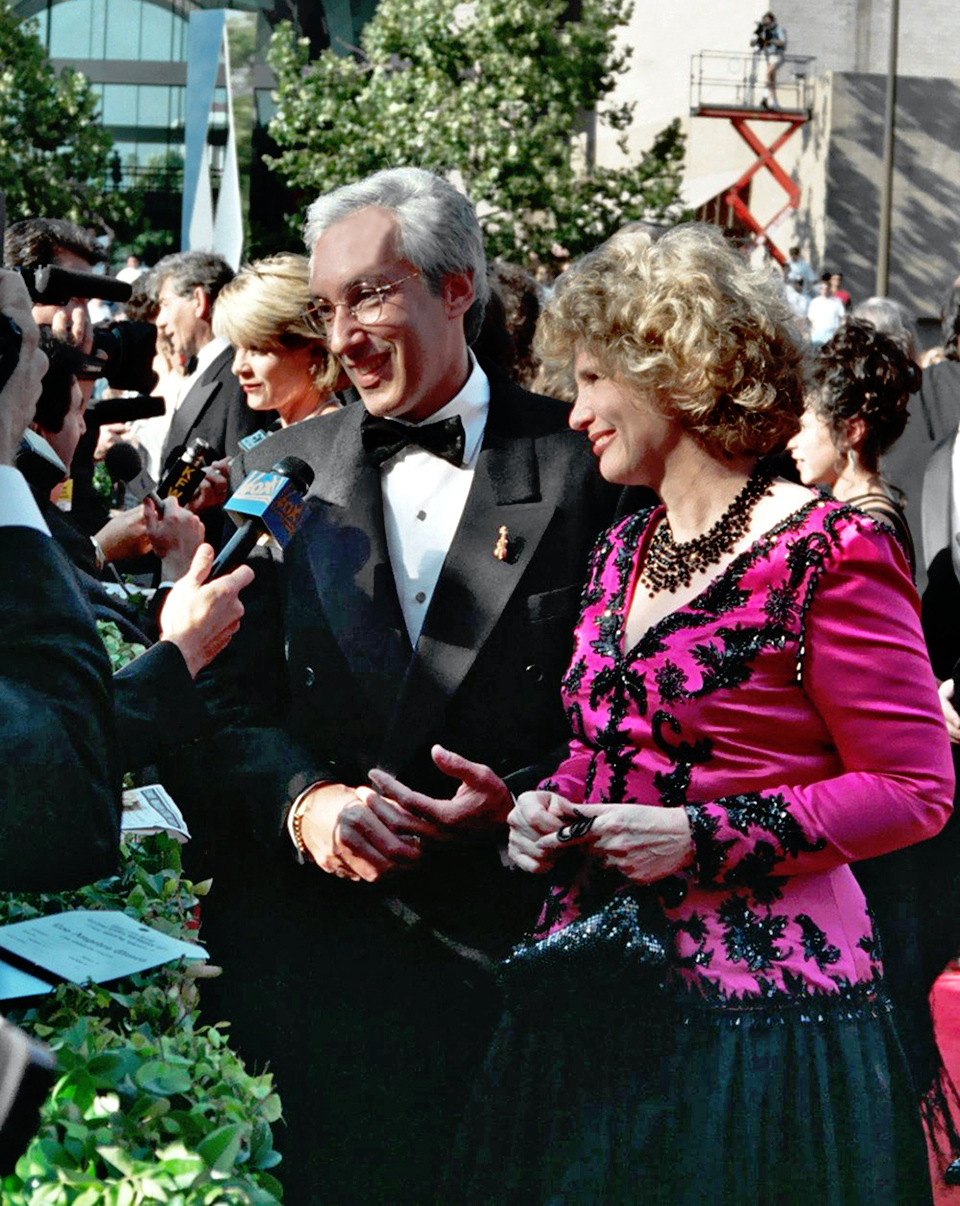
Steven Bochco en Barbara Bosson

Steven Ronald Bochco (New York, 16 december 1943 – New York, 1 april 2018) was een Amerikaanse schrijver en producer van televisieseries. Hij is betrokken geweest bij vele bekende series, waaronder Hill Street Blues, L.A. Law en NYPD Blue.

## Biografie
Bochco werd geboren in New York in een joods gezin. Zijn moeder was schilderes, zijn vader violist. Bochco volgde een opleiding aan de Manhattan High School of Music and Art die hij verliet in 1961. Daarna studeerde hij aan het Carnegie Institute for Technology in Pittsburgh toneelschrijven en theater. Hij studeerde in 1966 af met de titel Bachelor of Fine Arts.
Vervolgens ging hij werken voor Universal Studios als schrijver en later als redacteur. Hij werkte onder andere aan televisieseries als Ironside, Columbo en MacMillan and Wife. Hij deed werk voor films, zo schreef hij het scenario voor de televisiefilm The Counterfeit Killers uit 1968. Hij werkte mee aan Silent Running (1972) en Double Indemnity (1973). In 1978 ging Bochco werken voor MTM Enterprises, waar hij tevens mogelijkheden kreeg om te gaan produceren.
Bochco was succesvol met de televisieserie Hill Street Blues voor NBC. Deze serie liep van 1981 tot 1987 met Bochco als mede-bedenker. Hij werkte voor deze serie ook als schrijver en producer. Ondanks lovende kritieken en diverse onderscheidingen was de serie nooit echt lucratief. Bochco werd in 1985 bij MTM weggestuurd na het mislukken van het Bay City Blues project in 1983.
Vervolgens maakte Bochco de serie L.A. Law (1986-1994) voor NBC. Hij kreeg in 1987 een lucratief contract van ABC dat hij gebruikte om zijn eigen bedrijf op te richten en de serie Doogie Howser, M.D. (1989-1993) en de flop Cop Rock (1990) te financieren. Na een tijd in de luwte kwam Bochco terug met de serie NYPD Blue (1993), die voor Amerikaanse begrippen nogal controversieel was. Daarna werkte hij nog aan series als Murder One, Brooklyn South en City of Angels. In 2005 bracht hij samen met Chris Gerolmo de oorlogsserie Over There uit, over een groep jonge soldaten aan het front in Irak.
Bochco trouwde in 1969 met actrice Barbara Bosson, van wie hij in 1998 scheidde. Zijn zoon Jesse Bochco is ook scenarioschrijver en televisieproducent. 
Bochco won talloze Emmy Awards.
Hij kreeg leukemie in 2014. Hij is auteur van het boek "Death by Hollywood" in 2013 en schreef zijn memoires in "Truth Is a Total Defense: My Fifty Years in Television" in 2016. Hij stierf op 74-jarige leeftijd.
- Bibsys: 90949584
- Biblioteca Nacional de España: XX1657147
- Bibliothèque nationale de France: cb13091159m (data)
- Gemeinsame Normdatei: 1027176429
- International Standard Name Identifier: 0000 0000 6308 0088
- Library of Congress Control Number: n2013069540
- Bibliotheek van het Japanse parlement: 00982246
- Nationale bibliotheek van Australië: 36581740
- Nationale Bibliotheek van Israël: 987007435810305171
- Nationale Bibliotheek van Polen: a0000002739551
- Nationale en Universitaire bibliotheek Zagreb: 000373246
- Nederlandse Thesaurus van Auteursnamen: 25317533X
- Istituto Centrale per il Catalogo Unico: DDSV169944
- SNAC: w6wv169d
- Système universitaire de documentation: 094326746
- Trove: 1304893
- Virtual International Authority File: 69066792
- WorldCat: E39PBJmDkYtr4RDyJJjgm4dRKd